# Neoserica ciliata
Neoserica ciliata är en skalbaggsart som beskrevs av Moser 1920. Neoserica ciliata ingår i släktet Neoserica och familjen Melolonthidae. Inga underarter finns listade i Catalogue of Life.